# Laguna Mandioré
Mandioré es una laguna situada en el Pantanal boliviano-brasileño, forma una frontera lacustre entre los dos países de 21,7 km, se encuentra en el municipio de Puerto Quijarro, en el departamento de Santa Cruz en Bolivia y Mato Grosso do Sul Municipio de Corumbá en Brasil.

## Geografía
Tiene unas dimensiones de 25 km de largo por 10,5 km de ancho y un área de 152 km² de los cuales 90 pertenecen a Bolivia y los restantes 62 a Brasil, es potencialmente turística ya que cuenta con playas de arena blanca y además está situada en uno de los más grandes reservorios de vida silvestre como lo es el Pantanal. Es por esto que el Gobierno de Bolivia vio por conveniente crear el Área natural de manejo integrado San Matías en 1997.
La laguna tiene un perímetro costero de 83 km de los cuales 49 km están en territorio boliviano y los restantes 34 km en Brasil.
La laguna Mandioré se encuentra dentro del Área natural de manejo integrado San Matías.